# Вислая
Ви́слая — деревня Спешнево-Ивановского сельсовета Данковского района Липецкой области.

## Название
Название — по наклонному, как бы нависающему участку земли, на которой находится селение.

## История
В окладных книгах 1676 г. упоминается село Спасское (Вислое со Спасской церковью, в 8 верстах от Данкова). В 1810 г. церковь из-за ветхости упразднена, новая не была построена. По данным 1888 г. село с названием Вислое входило в приход церкви соседнего с. Спешнево-Ивановского.

## Население
| 1906 | 2010 |
| ---- | ---- |
| 346  | ↘68  |